# Celebus
Celebus je ime za mestni potniški promet v Mestni občini Celje.
Od uvedbe januarja 2019 ga izvaja koncesionar, avtobusni prevoznik Nomago.

## Avtobusne linije
Mestni potniški promet obsega 10 rednih linij in 2 občasni liniji (za mestno pokopališče).
Redne linije imajo izhodiščno postajo na avtobusni postaji pri železniški postaji Celje. Prva postaja linije 6 se nahaja na drugi strani ceste - zraven Celjskega doma.
| Linija | Naziv                              | Peron       | Opombe                                            |
| ------ | ---------------------------------- | ----------- | ------------------------------------------------- |
| 1      | Ostrožno/Lokrovec                  | 2           |                                                   |
| 1A     | Nova vas                           | 2           |                                                   |
| 2      | Nova vas/Lopata                    | 2           |                                                   |
| 3      | Hudinja/Škofja vas                 | 1           |                                                   |
| 4      | Nakupovalna                        | 1           |                                                   |
| 5      | Mestno pokopališče/Stari grad      | 3           |                                                   |
| 5A     | Skalna klet/Stari grad             | 3           |                                                   |
| 6      | Polule/Zagrad                      | Celjski dom |                                                   |
| 7      | Medlog/Babno                       | 3           |                                                   |
| 8      | Šmartinsko jezero                  | 3           | Obratuje ob sobotah.                              |
| 9A     | Mestno pokopališče                 |             | Praviloma obratuje v času dneva spomina na mrtve. |
| 9B     | Mestno pokopališče (krožna vožnja) |             | Praviloma obratuje v času dneva spomina na mrtve. |

## Vozni red
Vozni red je objavljen na spletni strani izvajalca mestnega prometa Nomago, večina avtobusnih postaj pa je opremljena tudi z elektronskimi tablami, ki kažejo čas do prihoda avtobusov na postajo.
Prav tako je vozni red na voljo v interaktivni obliki v aplikaciji Centralka, ki uporabniku omogoča izbiro najbližjega postajališča (glede na njegovo lokacijo) in prikaz časa do prihodov avtobusov. Možno je tudi spremljanje lokacije avtobusa v realnem času. Poleg tega aplikacija omogoča plačilo vozovnice za avtobus, parkirnine in uporabo sistema izposoje koles Kolesce.

## Cene voženj
Pri uporabi sistema kartice ali aplikacije Centralka, ki združujeta plačilo mestnega prometa, parkirišč in izposoje koles Kolesce, je za enodnevno vozovnico treba odšteti 1 EUR (neomejeno število voženj na dan nakupa), v enem mesecu pa se uporabniku ne odtegne več kot 15 EUR. Po nakupu 15 enodnevnih vozovnic so preostale vožnje v tem mesecu brezplačne.
V primeru koriščenja vozovnice s kartico se le-to prisloni na validator spredaj pri vozniku, pri uporabi aplikacije pa uporabnik izbere možnost "Koristi vožnjo" in se z vklopljenim NFC ali Bluetoothom s telefonom približa validatorju.
Možen je tudi nakup enkratne vozovnice na avtobusu z gotovino za 1 EUR, vendar ta velja le eno vožnjo.
Uporaba vozovnic IJPP je omogočena, toda potrebno je imeti aktivno ustrezno vozovnico za mestni potniški promet. Imetniki subvencioniranih vozovnic IJPP lahko tudi koristijo mestni potniški promet ob pogoju, da imajo kombinirano vozovnico ali vozovnico, ki velja izključno za mestni potniški promet Celje.
Za vojne veterane, invalide in starejše je prevoz brezplačen (potrebno je imetje ustrezne vozovnice IJPP). Ravno tako je prevoz brezplačen za otroke, mlajše od 6 let.

## Flota avtobusov
Floto mestnega prometa Celja sestavlja 10 avtobusov znamke Iveco, ki delujejo na stisnjen zemeljski plin. 
Nakup avtobusov je potekal sočasno z izgradnjo polnilne postaje na stisnjen zemeljski plin (metan) na relaciji Bukovžlak – City Center Celje, kjer je možno polnjenje tudi osebnih vozil. Za nakup avtobusov v vrednosti 1.152.600 evrov je MOC prejela finančno spodbudo v višini 80 % s strani Eko sklada.
MOC si prizadeva za širitev mestnega prometa, za kar pa bi potrebovali dodatne avtobuse. Nabava novih avtobusov je odvisna predvsem od ponudbe subvencij Eko sklada, ki ne izvaja več sofinanciranja vozil na stisnjen zemeljski plin, zato občina zdaj več upov polaga v nakup električnih avtobusov.

### Napoved investicij v nova vozila in širitev linij
V začetku septembra 2024 je MOC napovedala, da objavlja javno naročilo za nakup treh električnih avtobusov in električnega kombija. V okviru te investicije, s katero želijo razširiti sistem Celebus in tako vključiti še dodatne dele občine v mestni potniški promet, pa računajo na subvencijo iz naslova razpisa Eko sklada.